# Angelique Widjaja
Pour les articles homonymes, voir Widjaja.
Angelique Widjaja (née le 12 décembre 1984 à Bandung) est une joueuse de tennis indonésienne. Sur le circuit junior, elle a remporté le tournoi de Wimbledon face à Dinara Safina en 2001.
Au cours de sa carrière professionnelle, Widjaja a enregistré des victoires sur plusieurs joueuses de premier plan dont Dinara Safina, Jelena Janković, Alicia Molik, Anna Smashnova, Anna Kournikova et Tamarine Tanasugarn Elle a été principalement entraînée par Meiske H. Wiguna et Deddy Tedjamukti.
À ce jour, elle compte quatre succès sur le circuit WTA, dont deux en double dames.

## Carrière

### Carrière junior
Widjaja a commencé à jouer au tennis à l'âge de quatre ans.Elle a commencé à jouer pour la première fois lors d'événements juniors de l'ITF en 1998 à l'âge de 13 ans. Son premier événement professionnel a été un événement à Jakarta en avril 1999, alors qu'elle avait 14 ans.
Elle a connu un succès considérable en tant que joueuse junior. En 2001, elle a remporté la compétition en simple des championnats juniors à Wimbledon, battant Dinara Safina 6–4, 0–6, 7–5. Ce faisant, elle est devenue la première Indonésienne à gagner. n'importe quel titre à Wimbledon. En 2002, elle a remporté la compétition en double des championnats juniors de l'Open d'Australie, en partenariat avec Gisela Dulko. Cette année-là, elle a également remporté la compétition junior en simple des championnats juniors à Roland-Garros. Elle a atteint un sommet chez les juniors. du n ° 2. De plus, elle a obtenu une invitation de la «Hong Kong Tennis Patrons 'Association» pour jouer au Hong Kong Ladies Challenge en janvier 2002.

### 2001. Premier titre
Le premier tournoi WTA Tour qu'elle a remporté a été le Wismilak International de 2001 à Bali, un événement de niveau III, auquel elle a participé à l'âge de 16 ans avec un joker. Elle était la plus jeune Indonésienne à remporter un titre WTA en simple. Son classement WTA en simple avant le tournoi était n ° 579, et en tant que tel, il était le joueur le moins bien classé à avoir remporté un titre WTA en simple.
Lors de ce tournois, elle élimine Liu Nan-Nan (6-2 7-6), Alicia Molik (abandon), Tamarine Tanasugarn (2-6 7-5 6-2), puis vainc la prodige taiwanaise Hsieh Su-Wei (6-4 4-6 7-6) et Joannette Kruger (double 7-6). 

### 2002. Second titre
En 2002, elle obtient son second titre en simple. Elle remporte un autre titre en Asie (Pattaya). Elle y bat Martina Suchá (sur un double 6-1), Sandra Kleinová (6-4 6-1), Shinobu Asagoe (3-6 6-4 6-4), Tatiana Panova (2-6 6-1 6-3) et Cho Yoon-jeong (6-2 6-4).
2002 a aussi été son année la plus réussie dans la compétition en simple du Grand Chelem, atteignant le deuxième tour lors de trois tournois majeurs consécutifs. À Roland-Garros, elle a battu Jill Craybas au premier tour. Elle a été battue par Evie Dominikovic au deuxième tour. À Wimbledon, elle a battu la 15e tête de série Anna Smashnova au premier tour, avant de perdre contre Meilen Tu au deuxième tour. À l'US Open, elle a battu Anna Kournikova au premier tour et a été éliminée au tour suivant par Stéphanie Foretz.
Widjaja a représenté l'Indonésie aux Jeux asiatiques de 2002 à Busan, récoltant une médaille d'argent en double féminin avec sa partenaire Wynne Prakusya, ainsi que la médaille d'or en équipe.

### 2003-2007. Le déclin
Elle a continué à bien performer dans la tournée WTA jusqu'en 2003. Après sa sortie au troisième tour du tournoi de niveau I à Indian Wells en 2003, elle a atteint le plus haut rang de sa carrière : n ° 55. Elle est restée dans le top 100 pour le reste de 2003. .
De 2003 à 2004, Widjaja a connu un succès considérable en compétition de double, principalement en partenariat avec María Vento-Kabchi. La paire a atteint les quarts de finale à Wimbledon et à l'US Open en 2003, et l'Open d'Australie et Wimbledon en 2004. Ils ont également remporté un Tier III WTA Tour à Bali en 2003 et a atteint la finale d'un événement de niveau I, le Canada Masters 2003. Après l'Open d'Australie 2004, Widjaja a atteint la 15e place du classement WTA en double.
Jusqu'en 2004, Widjaja a participé à la compétition de double mixte des quatre tournois majeurs. Son meilleur résultat est survenu à Roland-Garros, où elle et son partenaire Lucas Arnold Ker ont battu Leander Paes et Martina Navratilova pour atteindre les quarts de finale. Là, ils ont perdu contre les Français. paire Tatiana Golovin et Richard Gasquet.
Widjaja a participé aux Jeux olympiques d'été de 2004 à Athènes. Elle a battu Tamarine Tanasugarn au premier tour de la compétition en simple, mais a été battue par Karolina Šprem au deuxième tour. Elle a également participé à la compétition en double, en partenariat avec Wynne Prakusya, et ils ont été éliminés au premier tour.
En 2007, elle faisait partie de l'équipe féminine indonésienne qui a remporté la médaille d'argent aux Jeux d'Asie du Sud-Est en Thaïlande.
En 2008, à l'âge de 23 ans, Widjaja et sa partenaire Liza Andriyani ont remporté la compétition de double d'un tournoi de l'ITF à Jakarta.Ce serait le dernier tournoi de Widjaja, car peu de temps après, elle a annoncé qu'elle quittait le circuit professionnel, se disant épuisée. par les blessures et les exigences de voyage.

## Palmarès

### Titres en simple dames
| No | Date       | Nom et lieu du tournoi       | Catégorie | Dotation  | Surface    | Finaliste        | Score      |          |
| -- | ---------- | ---------------------------- | --------- | --------- | ---------- | ---------------- | ---------- | -------- |
| 1  | 24/09/2001 | Wismilak International, Bali | Tier III  | 170 000 $ | Dur (ext.) | Joannette Kruger | 7-62, 7-64 | Parcours |
| 2  | 04/11/2002 | Volvo Women’s Open, Pattaya  | Tier V    | 110 000 $ | Dur (ext.) | Cho Yoon-jeong   | 6-2, 6-4   | Parcours |

### Finale en simple dames
Aucune

### Titres en double dames
| No | Date       | Nom et lieu du tournoi      | Catégorie | Dotation  | Surface      | Partenaire         | Finalistes                    | Score         |          |
| -- | ---------- | --------------------------- | --------- | --------- | ------------ | ------------------ | ----------------------------- | ------------- | -------- |
| 1  | 29/04/2002 | Croatian Ladies Open Bol    | Tier III  | 170 000 $ | Terre (ext.) | Tathiana Garbin    | Elena Bovina Henrieta Nagyová | 7-5, 3-6, 6-4 | Parcours |
| 2  | 08/09/2003 | Wismilak International Bali | Tier III  | 225 000 $ | Dur (ext.)   | María Vento-Kabchi | Émilie Loit Nicole Pratt      | 7-5, 6-2      | Parcours |

### Finales en double dames
| No | Date       | Nom et lieu du tournoi        | Catégorie | Dotation    | Surface      | Vainqueures                             | Partenaire         | Score         |          |
| -- | ---------- | ----------------------------- | --------- | ----------- | ------------ | --------------------------------------- | ------------------ | ------------- | -------- |
| 1  | 10/02/2003 | Qatar Total FinaElf Open Doha | Tier III  | 170 000 $   | Dur (ext.)   | Janet Lee Wynne Prakusya                | María Vento-Kabchi | 6-1, 6-3      | Parcours |
| 2  | 19/05/2003 | Open de España 2012 Madrid    | Tier III  | 170 000 $   | Terre (ext.) | Jill Craybas Liezel Huber               | Rita Grande        | 6-4, 7-66     | Parcours |
| 3  | 11/08/2003 | Coupe Rogers AT&T Toronto     | Tier I    | 1 325 000 $ | Dur (ext.)   | Svetlana Kuznetsova Martina Navrátilová | María Vento-Kabchi | 3-6, 6-1, 6-1 | Parcours |
| 4  | 03/11/2003 | Volvo Women’s Open Pattaya    | Tier V    | 110 000 $   | Dur (ext.)   | Li Ting Sun Tiantian                    | Wynne Prakusya     | 6-4, 6-3      | Parcours |

## Parcours en Grand Chelem

### En simple dames
| Année | Open d'Australie | Open d'Australie | Internationaux de France | Internationaux de France | Wimbledon       | Wimbledon          | US Open         | US Open          |
| ----- | ---------------- | ---------------- | ------------------------ | ------------------------ | --------------- | ------------------ | --------------- | ---------------- |
| 2002  | -                | -                | 2e tour (1/32)           | Evie Dominikovic         | 2e tour (1/32)  | Meilen Tu          | 2e tour (1/32)  | Stéphanie Foretz |
| 2003  | 1er tour (1/64)  | Ai Sugiyama      | 1er tour (1/64)          | Marie-Gaianeh Mikaelian  | 2e tour (1/32)  | Nadia Petrova      | 1er tour (1/64) | Amélie Mauresmo  |
| 2004  | 1er tour (1/64)  | Patty Schnyder   | -                        | -                        | 1er tour (1/64) | Mashona Washington | 1er tour (1/64) | Tzipora Obziler  |

À droite du résultat, l’ultime adversaire.

### En double dames
| Année | Open d'Australie             | Open d'Australie           | Internationaux de France    | Internationaux de France    | Wimbledon                 | Wimbledon                     | US Open                     | US Open                 |
| ----- | ---------------------------- | -------------------------- | --------------------------- | --------------------------- | ------------------------- | ----------------------------- | --------------------------- | ----------------------- |
| 2002  | -                            | -                          | 3e tour (1/8) T. Garbin     | Nicole Arendt Liezel Huber  | 1er tour (1/32) T. Garbin | Janet Lee W. Prakusya         | 1er tour (1/32) T. Garbin   | E. Gagliardi H. Nagyová |
| 2003  | 1er tour (1/32) Kelly Liggan | Elena Bovina Justine Henin | 2e tour (1/16) María Vento  | Silvia Farina T. Garbin     | 1/4 de finale María Vento | E. Dementieva Krasnoroutskaïa | 1/4 de finale María Vento   | M. Bartoli M. Casanova  |
| 2004  | 1/4 de finale María Vento    | Maret Ani L. Průšová       | 1er tour (1/32) María Vento | D. Hantuchová Dinara Safina | 1/4 de finale María Vento | V. Ruano Paola Suárez         | 1er tour (1/32) María Vento | C. Dhenin S. Talaja     |

Sous le résultat, la partenaire ; à droite, l’ultime équipe adverse.

### En double mixte
| Année | Open d'Australie           | Open d'Australie         | Internationaux de France   | Internationaux de France | Wimbledon                   | Wimbledon              | US Open                      | US Open                |
| 2004  | 2e tour (1/8) Lucas Arnold | Navrátilová Leander Paes | 1/4 de finale Lucas Arnold | T. Golovin R. Gasquet    | 2e tour (1/16) Lucas Arnold | B. Strýcová David Rikl | 1er tour (1/16) M. Rodríguez | Cara Black Wayne Black |

Sous le résultat, le partenaire ; à droite, l’ultime équipe adverse.

## Parcours aux Jeux olympiques

### En simple dames
| # | Date       | Nom de l'olympiade           | Surface    | Résultat       | Ultime adversaire | Score    |          |
| - | ---------- | ---------------------------- | ---------- | -------------- | ----------------- | -------- | -------- |
| 1 | 15/08/2004 | Olympic Tennis Event Athènes | Dur (ext.) | 2e tour (1/16) | Karolina Šprem    | 6-3, 6-1 | Parcours |

### En double dames
| # | Date       | Nom de l'olympiade           | Surface    | Résultat        | Partenaire     | Ultimes adversaires            | Score    |          |
| - | ---------- | ---------------------------- | ---------- | --------------- | -------------- | ------------------------------ | -------- | -------- |
| 1 | 15/08/2004 | Olympic Tennis Event Athènes | Dur (ext.) | 1er tour (1/16) | Wynne Prakusya | Jelena Kostanić Karolina Šprem | 6-3, 6-2 | Parcours |

## Parcours en Fed Cup
| #                                                                 | Date       | Lieu    | Surface      | Gagnante(s)                      | Perdante(s)                   | Score         |          |
|                                                                   |            |         |              |                                  |                               |               |          |
| 2001 - Barrage (groupe mondial I) - Autriche - Indonésie - 3 : 2  |            |         |              |                                  |                               |               |          |
| 1                                                                 | 21/07/2001 |         | Terre (ext.) | Barbara Schett                   | Angelique Widjaja             | 6-1, 6-3      | Parcours |
|                                                                   |            |         |              |                                  |                               |               |          |
| 2003 - Barrage (groupe mondial I) - Indonésie - Allemagne - 2 : 3 |            |         |              |                                  |                               |               |          |
| 2                                                                 | 19/07/2003 | Jakarta | Dur (ext.)   | Barbara Rittner                  | Angelique Widjaja             | 6-4, 6-1      | Parcours |
| 2                                                                 | 19/07/2003 | Jakarta | Dur (ext.)   | Angelique Widjaja                | Anca Barna                    | 6-3, 6-1      | Parcours |
| 2                                                                 | 19/07/2003 | Jakarta | Dur (ext.)   | Wynne Prakusya Angelique Widjaja | Vanessa Henke Angelika Roesch | 6-2, 6-2      | Parcours |
|                                                                   |            |         |              |                                  |                               |               |          |
| 2004 - Barrage (groupe mondial I) - Indonésie - Slovénie - 4 : 1  |            |         |              |                                  |                               |               |          |
| 3                                                                 | 10/07/2004 | Jakarta | Dur (ext.)   | Angelique Widjaja                | Katarina Srebotnik            | 6-4, 6-3      | Parcours |
| 3                                                                 | 10/07/2004 | Jakarta | Dur (ext.)   | Angelique Widjaja                | Tina Pisnik                   | 6-4, 5-7, 6-1 | Parcours |
| 3                                                                 | 10/07/2004 | Jakarta | Dur (ext.)   | Wynne Prakusya Angelique Widjaja | Andreja Klepač Tina Križan    | 6-2, 6-2      | Parcours |
|                                                                   |            |         |              |                                  |                               |               |          |
| 2006 - 1er tour (groupe mondial II) - Indonésie - Chine - 0 : 4   |            |         |              |                                  |                               |               |          |
| 4                                                                 | 22/04/2006 | Jakarta | Dur (ext.)   | Li Na                            | Angelique Widjaja             | 6-3, 4-6, 6-3 | Parcours |
| 4                                                                 | 22/04/2006 | Jakarta | Dur (ext.)   | Peng Shuai                       | Angelique Widjaja             | 6-3, 6-0      | Parcours |

## Classements WTA en fin de saison

### En simple
| Année | 2000 | 2001 | 2002 | 2003 | 2004 | 2005 | 2006 |
| Rang  | 709  | 149  | 69   | 95   | 135  | -    | 228  |

Source : (en) « Classements de Angelique Widjaja », sur le site officiel du WTA Tour

### En double
| Année | 2000 | 2001 | 2002 | 2003 | 2004 | 2005 | 2006 |
| Rang  | 604  | 290  | 82   | 18   | 72   | -    | 103  |

Source : (en) « Classements de Angelique Widjaja », sur le site officiel du WTA Tour